# Штрассер, Петер
Петер Штрассер (1 апреля 1876 г. — 5 августа 1918 г.) был главнокомандующим цеппелинов Императорского флота Германии во время Первой мировой войны, основной силы, проводившей бомбардировки с 1915 по 1917 год. Он был убит во время последнего налёта дирижаблей Германской империи на Соединённое Королевство.

## Ранняя карьера
Штрассер родился в Ганновере, Германия, 1 апреля 1876 года. В возрасте 15 лет он вступил в Императорский флот Германии (Kaiserliche Marine). После службы на борту СМС Штейн и СМС Мольтке он поступил в Военно-морскую академию в Киле. Он быстро поднялся по служебной лестнице и в 1895 году получил звание лейтенанта. С 1897 по 1902 год он служил на борту SMS Mars, SMS Blücher, SMS Panther, SMS Mecklenburg и SMS Westfalen. Военно-морское управление (Reichsmarine-Amt), отвечающее за немецкую корабельную и береговую артиллерию. В сентябре 1913 года [1] он принял командование дивизией морских дирижаблей (Marine-Luftschiff-Abteilung [2]). Дирижабли были ещё непроверенной технологией, и корветтенкапитан Штрассер стал новым руководителем военно-морских дирижаблей после того, как его предшественник, корветтенкапитан Фридрих Мётцинг, [1] утонул в результате крушения самого первого военно-морского дирижабля, L 1. Также единственный оставшийся военно-морской дирижабль L 2 вскоре был потерян в другом несчастном случае со смертельным исходом. Штрассер завершил теоретические исследования дирижаблей и получил практический опыт пилотирования гражданского дирижабля LZ 17 Sachsen. Другой дирижабль, LZ 13 Hansa, был зафрахтован для обучения военно-морских экипажей, пока строились новые корабли. В начале войны у ВМФ был только один действующий дирижабль LZ 24 (обозначение ВМФ L 3). L 3 под личным командованием Штрассера был единственным, кто участвовал в манёврах Имперского флота незадолго до войны.